# Juniperus komarovii
Juniperus komarovii (кит.: 枝圆柏 ta zhi yuan bai) — вид хвойних рослин родини кипарисових.

## Поширення, екологія
Країни проживання: Китай (Ганьсу, Цинхай, Сичуань). Цей вид був знайдений в глибоких ущелинах і на скелястих або покритих травою схилах в напівпосушливих горах і плато пд. Ганьсу, пд.-сх. Цинхаю і пн.-зх. Сичуаню, де він пов'язаний з кількома іншими деревами і в основному обмежується пд. схилами. Висотний діапазон становить від 2110 м до 4000 м над рівнем моря.

## Морфологія
Однодомне дерево до 20 м заввишки з прямим, як правило, одним стовбуром і відкритою, неправильною кроною, з опущеним або повислим гіллям. Кора буро-сіра або, частіше, вибілена до сірого. Листки ростуть по 2, іноді по 3, лускоподібні, яйцювато-трикутні або трикутно-ланцетні, 1,5–3,5(6) мм, листки верхівки гострі, злегка увігнуті. Пилкові шишки яйцеподібні або кулясті, 2–3 мм; мікроспорофіл зазвичай 10, кожна з 2 або 3 пилковими мішками. Шишки стоячі, фіолетово-чорні або чорні при дозріванні, злегка тьмяні, яйцюваті або майже кулясті, 8–10(12) мм, з 1 насіниною. Насіння яйцеподібне, рідше оберненояйцеподібне, 6–8,5 мм, тупо ребристе, звужується смоляними ямами до основи.

## Використання
Використання не зафіксовано для цього виду, але його деревина і листя можуть використовуватися локально для дров і горіння ладану. У розведенні відомий лише в кількох дендраріях і недавніх інтродукціях.

## Загрози й охорона
У зв'язку з віддаленістю від населених пунктів, цей вид у даний час не під загрозою. Не відомо, чи цей вид трапляється в будь-яких охоронних територіях.